# كارتشيليس
بلدية كارتشيليس (بالإسبانية: Cárcheles) هي بلدية تقع في مقاطعة خاين التابعة لمنطقة أندلوسيا جنوب إسبانيا.

## الديموغرافيا
بلغ عدد سكان بلدية كارتشيليس 1.488 نسمة عام 2011 (وفقاً للمعهد الوطني للإحصاء الإسباني).
| 1.564 | 1.570 | 1.500 | 1.479 | 1.507 | 1.505 | 1.488 |